# Portugal aux Jeux olympiques d'été de 1952
Le Portugal participe aux Jeux olympiques d'été de 1952 organisés à Helsinki, en Finlande. C'est la huitième participation de ce pays à cette grande épreuve internationale. En dépit d’une nombreuse délégation constituée de 71 athlètes qui concourent dans une dizaine de sports, les Portugais ne peuvent obtenir qu’une médaille de bronze, en Voile, grâce à l’équipage constitué de Joaquim Fiúza et Francisco de Andrade (catégorie Star). Le Portugal se place ainsi en 40e et dernière position du tableau de médailles final des Jeux.

## Liste des médaillés portugais
| Médaille           | Athlète                            | Sport | Épreuve |
| ------------------ | ---------------------------------- | ----- | ------- |
| Médaille de bronze | Joaquim Fiúza Francisco de Andrade | Voile | Star    |

## Sources
- (fr) Résultats officiels des jeux de Londres sur le site du Comité international olympique
- (en) Portugal aux Jeux olympiques d'été de 1952 sur Olympedia.org

## Articles connexes

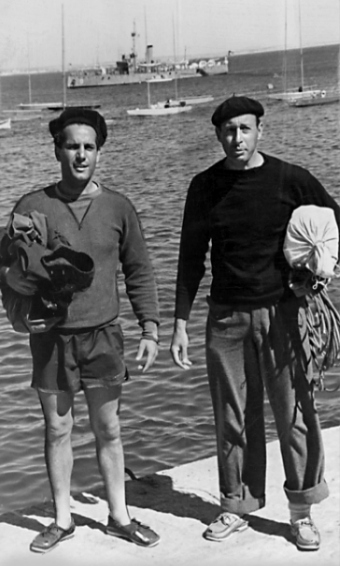
Joaquim Fiúza et Francisco de Andrade conquièrent une médaille de bronze en Voile, la seule médaille de leur délégation.